# El Charco (flygplats)
El Charco är en flygplats i Colombia.   Den ligger i departementet Nariño, i den västra delen av landet, 500 km sydväst om huvudstaden Bogotá. El Charco ligger 16 meter över havet.
Terrängen runt El Charco är mycket platt. Runt El Charco är det glesbefolkat, med 14 invånare per kvadratkilometer. Närmaste större samhälle är El Charco, 12,5 km väster om El Charco. I omgivningarna runt El Charco växer i huvudsak städsegrön lövskog.